# FA Cup 1953/54

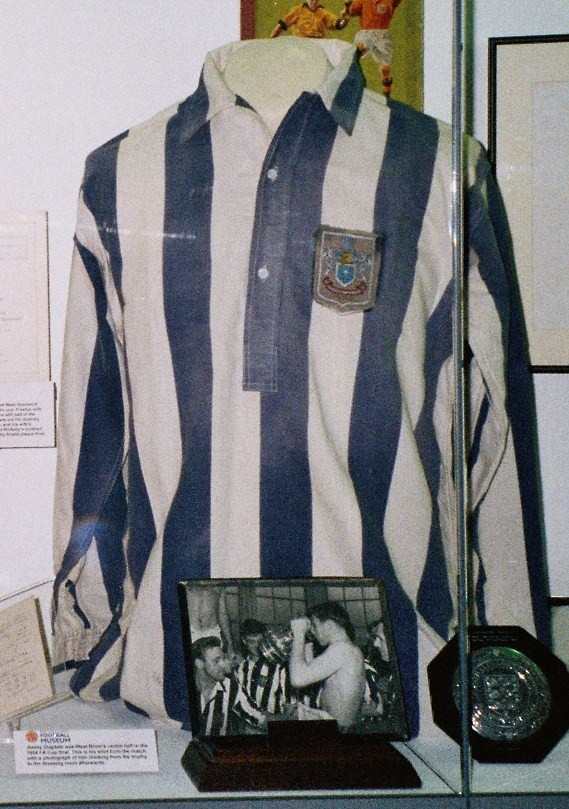
Trikot der Siegermannschaft von West Bromwich Albion im Jahr 1954.

Der FA Cup 1953/54 war die 73. Austragung des The Football Association Challenge Cup (meist als FA Cup bekannt).
Der Pokalwettbewerb startete mit der Qualifikation zwischen dem 12. September 1953 und dem 11. November 1953. Die Hauptrunde begann anschließend ab dem 21. November 1953 und endete mit dem Finale in Wembley in London am 1. Mai 1954 vor einer Kulisse von offiziell 100.000 Zuschauern. Sieger des Wettbewerbs wurde zum vierten Mal West Bromwich Albion. Unterlegener Finalist war Preston North End.

## Wettbewerb

### Erste Hauptrunde
| Datum             |                        | Ergebnis |                      |
| ----------------- | ---------------------- | -------- | -------------------- |
| 21. November 1953 | FC Aldershot           | 5:3      | AFC Wellington       |
| 21. November 1953 | FC Barnsley            | 5:2      | York City            |
| 21. November 1953 | Bath City              | 0:3      | FC Walsall           |
| 21. November 1953 | Blyth Spartans         | 0:1      | Accrington Stanley   |
| 21. November 1953 | Brighton & Hove Albion | 5:1      | Coventry City        |
| 21. November 1953 | Cambridge United       | 2:2      | AFC Newport County   |
| 21. November 1953 | Colchester United      | 1:1      | FC Millwall          |
| 21. November 1953 | Crewe Alexandra        | 0:0      | Bradford City        |
| 21. November 1953 | FC Darlington          | 1:3      | Port Vale            |
| 21. November 1953 | Exeter City            | 1:1      | Hereford United      |
| 21. November 1953 | Halifax Town           | 0:0      | FC Rhyl              |
| 21. November 1953 | FC Finchley            | 1:3      | Southend United      |
| 21. November 1953 | Gainsborough Trinity   | 1:4      | FC Chesterfield      |
| 21. November 1953 | AFC Gateshead          | 1:2      | Tranmere Rovers      |
| 21. November 1953 | Great Yarmouth Town    | 1:0      | Crystal Palace       |
| 21. November 1953 | Grimsby Town           | 2:0      | AFC Rochdale         |
| 21. November 1953 | Hartlepools United     | 1:1      | Mansfield Town       |
| 21. November 1953 | Harwich & Parkeston    | 2:3      | Headington United    |
| 21. November 1953 | Hastings United        | 1:0      | Guildford City       |
| 21. November 1953 | Hitchin Town           | 1:3      | Peterborough United  |
| 21. November 1953 | Horden CW              | 0:1      | AFC Wrexham          |
| 21. November 1953 | Ipswich Town           | 4:1      | FC Reading           |
| 21. November 1953 | Leyton Orient          | 3:0      | Kettering Town       |
| 21. November 1953 | Northampton Town       | 3:0      | AFC Llanelli         |
| 21. November 1953 | Nuneaton Borough       | 3:0      | FC Watford           |
| 21. November 1953 | Queens Park Rangers    | 2:0      | Shrewsbury Town      |
| 21. November 1953 | Scunthorpe United      | 9:0      | Boston United        |
| 21. November 1953 | Selby Town             | 0:2      | Bradford Park Avenue |
| 21. November 1953 | Southampton            | 1:1      | AFC Bournemouth      |
| 21. November 1953 | FC Southport           | 1:0      | Carlisle United      |
| 21. November 1953 | Spennymoor United      | 0:3      | AFC Barrow           |
| 21. November 1953 | Stockport County       | 4:2      | FC Chester           |
| 21. November 1953 | Swindon Town           | 2:1      | FC Newport (IOW)     |
| 21. November 1953 | Torquay United         | 1:3      | Bristol City         |
| 21. November 1953 | Walthamstow Avenue     | 1:0      | FC Gillingham        |
| 21. November 1953 | FC Weymouth            | 2:0      | Bedford Town         |
| 21. November 1953 | Wigan Athletic         | 4:0      | FC Scarborough       |
| 21. November 1953 | Witton Albion          | 4:1      | FC Nelson            |
| 21. November 1953 | AFC Workington         | 3:0      | Ferryhill Athletic   |
| 21. November 1953 | Yeovil Town            | 0:2      | Norwich City         |

#### Wiederholungsspiele
| Datum             |                    | Ergebnis |                    |
| ----------------- | ------------------ | -------- | ------------------ |
| 23. November 1953 | FC Millwall        | 4:0      | Colchester United  |
| 25. November 1953 | AFC Bournemouth    | 3:1      | FC Southampton     |
| 25. November 1953 | Bradford City      | 0:1      | Crewe Alexandra    |
| 25. November 1953 | Mansfield Town     | 0:3      | Hartlepools United |
| 26. November 1953 | Hereford United    | 2:0      | Exeter City        |
| 26. November 1953 | AFC Newport County | 1:2      | Cambridge United   |
| 26. November 1953 | FC Rhyl            | 4:3      | Halifax Town       |

### Zweite Hauptrunde
| Datum             |                     | Ergebnis |                        |
| ----------------- | ------------------- | -------- | ---------------------- |
| 12. Dezember 1953 | Accrington Stanley  | 2:2      | Tranmere Rovers        |
| 12. Dezember 1953 | AFC Barrow          | 5:2      | Great Yarmouth Town    |
| 12. Dezember 1953 | Cambridge United    | 1:2      | Bradford Park Avenue   |
| 12. Dezember 1953 | Hastings United     | 4:1      | Swindon Town           |
| 12. Dezember 1953 | Ipswich Town        | 2:2      | Walthamstow Avenue     |
| 12. Dezember 1953 | Leyton Orient       | 4:0      | FC Weymouth            |
| 12. Dezember 1953 | FC Millwall         | 3:3      | Headington United      |
| 12. Dezember 1953 | Northampton Town    | 1:1      | Hartlepools United     |
| 12. Dezember 1953 | Norwich City        | 2:1      | FC Barnsley            |
| 12. Dezember 1953 | Peterborough United | 2:1      | FC Aldershot           |
| 12. Dezember 1953 | Queens Park Rangers | 1:1      | Nuneaton Borough       |
| 12. Dezember 1953 | FC Rhyl             | 0:3      | Bristol City           |
| 12. Dezember 1953 | Scunthorpe United   | 1:0      | AFC Bournemouth        |
| 12. Dezember 1953 | Southend United     | 1:2      | FC Chesterfield        |
| 12. Dezember 1953 | FC Southport        | 1:1      | Port Vale              |
| 12. Dezember 1953 | Stockport County    | 2:1      | AFC Workington         |
| 12. Dezember 1953 | FC Walsall          | 3:0      | Crewe Alexandra        |
| 12. Dezember 1953 | Wigan Athletic      | 4:1      | Hereford United        |
| 12. Dezember 1953 | Witton Albion       | 1:1      | Grimsby Town           |
| 12. Dezember 1953 | AFC Wrexham         | 1:1      | Brighton & Hove Albion |

#### Wiederholungsspiele
| Datum             |                        | Ergebnis |                        |
| ----------------- | ---------------------- | -------- | ---------------------- |
| 14. Dezember 1953 | Port Vale              | 2:0      | FC Southport           |
| 15. Dezember 1953 | Grimsby Town           | 6:1      | Witton Albion          |
| 16. Dezember 1953 | Brighton & Hove Albion | 1:1      | AFC Wrexham            |
| 16. Dezember 1953 | Hartlepools United     | 1:0      | Northampton Town       |
| 16. Dezember 1953 | Tranmere Rovers        | 5:1      | Accrington Stanley     |
| 16. Dezember 1953 | Walthamstow Avenue     | 0:1      | Ipswich Town           |
| 17. Dezember 1953 | Headington United      | 1:0      | FC Millwall            |
| 17. Dezember 1953 | Nuneaton Borough       | 1:2      | Queens Park Rangers    |
| 21. Dezember 1953 | AFC Wrexham            | 3:1      | Brighton & Hove Albion |

### Dritte Hauptrunde
| Datum          |                         | Ergebnis |                     |
| -------------- | ----------------------- | -------- | ------------------- |
| 9. Januar 1954 | FC Arsenal              | 5:1      | Aston Villa         |
| 9. Januar 1954 | AFC Barrow              | 2:2      | Swansea Town        |
| 9. Januar 1954 | FC Blackpool            | 1:1      | Luton Town          |
| 9. Januar 1954 | Bolton Wanderers        | 1:0      | FC Liverpool        |
| 9. Januar 1954 | Bradford Park Avenue    | 2:5      | Manchester City     |
| 9. Januar 1954 | FC Brentford            | 0:0      | Hull City           |
| 9. Januar 1954 | Bristol City            | 1:3      | Rotherham United    |
| 9. Januar 1954 | Bristol Rovers          | 0:1      | Blackburn Rovers    |
| 9. Januar 1954 | FC Burnley              | 5:3      | Manchester United   |
| 9. Januar 1954 | Cardiff City            | 3:1      | Peterborough United |
| 9. Januar 1954 | FC Chesterfield         | 2:0      | FC Bury             |
| 9. Januar 1954 | Derby County            | 0:2      | Preston North End   |
| 9. Januar 1954 | FC Everton              | 2:1      | Notts County        |
| 9. Januar 1954 | Grimsby Town            | 5:5      | FC Fulham           |
| 9. Januar 1954 | Hastings United         | 3:3      | Norwich City        |
| 9. Januar 1954 | Ipswich Town            | 3:3      | Oldham Athletic     |
| 9. Januar 1954 | Leeds United            | 3:3      | Tottenham Hotspur   |
| 9. Januar 1954 | Lincoln City            | 1:1      | Walsall             |
| 9. Januar 1954 | FC Middlesbrough        | 0:0      | Leicester City      |
| 9. Januar 1954 | Newcastle United        | 2:2      | Wigan Athletic      |
| 9. Januar 1954 | Plymouth Argyle         | 2:0      | Nottingham Forest   |
| 9. Januar 1954 | FC Portsmouth           | 3:3      | Charlton Athletic   |
| 9. Januar 1954 | Queens Park Rangers     | 0:1      | Port Vale           |
| 9. Januar 1954 | Sheffield Wednesday     | 1:1      | Sheffield United    |
| 9. Januar 1954 | Stockport County        | 0:0      | Headington United   |
| 9. Januar 1954 | Stoke City              | 6:2      | Hartlepools United  |
| 9. Januar 1954 | AFC Sunderland          | 0:2      | Doncaster Rovers    |
| 9. Januar 1954 | Tranmere Rovers         | 2:2      | Leyton Orient       |
| 9. Januar 1954 | West Bromwich Albion    | 1:0      | FC Chelsea          |
| 9. Januar 1954 | West Ham United         | 4:0      | Huddersfield Town   |
| 9. Januar 1954 | Wolverhampton Wanderers | 1:2      | Birmingham City     |
| 9. Januar 1954 | AFC Wrexham             | 3:3      | Scunthorpe United   |

#### Wiederholungsspiele
| Datum           |                   | Ergebnis |                     |
| --------------- | ----------------- | -------- | ------------------- |
| 12. Januar 1954 | Oldham Athletic   | 0:1      | Ipswich Town        |
| 13. Januar 1954 | Luton Town        | 0:0      | FC Blackpool        |
| 13. Januar 1954 | Norwich City      | 3:0      | Hastings United     |
| 13. Januar 1954 | Sheffield United  | 1:3      | Sheffield Wednesday |
| 13. Januar 1954 | Tottenham Hotspur | 1:0      | Leeds United        |
| 13. Januar 1954 | Wigan Athletic    | 2:3      | Newcastle United    |
| 14. Januar 1954 | Charlton Athletic | 2:3      | FC Portsmouth       |
| 14. Januar 1954 | Headington United | 1:0      | Stockport County    |
| 14. Januar 1954 | Hull City         | 2:2      | FC Brentford        |
| 14. Januar 1954 | Leicester City    | 3:2      | FC Middlesbrough    |
| 14. Januar 1954 | Leyton Orient     | 4:1      | Tranmere Rovers     |
| 14. Januar 1954 | Scunthorpe United | 3:1      | AFC Wrexham         |
| 14. Januar 1954 | Swansea Town      | 4:2      | AFC Barrow          |
| 14. Januar 1954 | FC Walsall        | 1:1      | Lincoln City        |
| 18. Januar 1954 | FC Blackpool      | 1:1      | Luton Town          |
| 18. Januar 1954 | FC Brentford      | 2:5      | Hull City           |
| 18. Januar 1954 | FC Fulham         | 3:1      | Grimsby Town        |
| 18. Januar 1954 | Lincoln City      | 2:1      | FC Walsall          |
| 25. Januar 1954 | Luton Town        | 0:2      | FC Blackpool        |

### Vierte Hauptrunde
| Datum           |                      | Ergebnis |                   |
| --------------- | -------------------- | -------- | ----------------- |
| 30. Januar 1954 | FC Arsenal           | 1:2      | Norwich City      |
| 30. Januar 1954 | Blackburn Rovers     | 2:2      | Hull City         |
| 30. Januar 1954 | FC Burnley           | 1:1      | Newcastle United  |
| 30. Januar 1954 | Cardiff City         | 0:2      | Port Vale         |
| 30. Januar 1954 | FC Everton           | 3:0      | Swansea Town      |
| 30. Januar 1954 | Headington United    | 2:4      | Bolton Wanderers  |
| 30. Januar 1954 | Ipswich Town         | 1:0      | Birmingham City   |
| 30. Januar 1954 | Leyton Orient        | 2:1      | FC Fulham         |
| 30. Januar 1954 | Lincoln City         | 0:2      | Preston North End |
| 30. Januar 1954 | Manchester City      | 0:1      | Tottenham Hotspur |
| 30. Januar 1954 | Plymouth Argyle      | 0:2      | Doncaster Rovers  |
| 30. Januar 1954 | Scunthorpe United    | 1:1      | FC Portsmouth     |
| 30. Januar 1954 | Sheffield Wednesday  | 0:0      | FC Chesterfield   |
| 30. Januar 1954 | Stoke City           | 0:0      | Leicester City    |
| 30. Januar 1954 | West Bromwich Albion | 4:0      | Rotherham United  |
| 30. Januar 1954 | West Ham United      | 1:1      | FC Blackpool      |

#### Wiederholungsspiele
| Datum           |                   | Ergebnis |                     |
| --------------- | ----------------- | -------- | ------------------- |
| 2. Februar 1954 | Leicester City    | 3:1      | Stoke City          |
| 3. Februar 1954 | FC Blackpool      | 3:1      | West Ham United     |
| 3. Februar 1954 | FC Chesterfield   | 2:4      | Sheffield Wednesday |
| 3. Februar 1954 | Newcastle United  | 1:0      | FC Burnley          |
| 3. Februar 1954 | FC Portsmouth     | 2:2      | Scunthorpe United   |
| 4. Februar 1954 | Hull City         | 2:1      | Blackburn Rovers    |
| 8. Februar 1954 | Scunthorpe United | 0:4      | FC Portsmouth       |

### Fünfte Hauptrunde
| Datum            |                      | Ergebnis |                   |
| ---------------- | -------------------- | -------- | ----------------- |
| 20. Februar 1954 | Bolton Wanderers     | 0:0      | FC Portsmouth     |
| 20. Februar 1954 | Hull City            | 1:1      | Tottenham Hotspur |
| 20. Februar 1954 | Leyton Orient        | 3:1      | Doncaster Rovers  |
| 20. Februar 1954 | Norwich City         | 1:2      | Leicester City    |
| 20. Februar 1954 | Port Vale            | 2:0      | FC Blackpool      |
| 20. Februar 1954 | Preston North End    | 6:1      | Ipswich Town      |
| 20. Februar 1954 | Sheffield Wednesday  | 3:1      | FC Everton        |
| 20. Februar 1954 | West Bromwich Albion | 3:2      | Newcastle United  |

#### Wiederholungsspiele
| Datum            |                   | Ergebnis |                  |
| ---------------- | ----------------- | -------- | ---------------- |
| 24. Februar 1954 | FC Portsmouth     | 1:2      | Bolton Wanderers |
| 24. Februar 1954 | Tottenham Hotspur | 2:0      | Hull City        |

### Sechste Hauptrunde
| Datum         |                      | Ergebnis |                   |
| ------------- | -------------------- | -------- | ----------------- |
| 13. März 1954 | Leicester City       | 1:1      | Preston North End |
| 13. März 1954 | Leyton Orient        | 0:1      | Port Vale         |
| 13. März 1954 | Sheffield Wednesday  | 1:1      | Bolton Wanderers  |
| 13. März 1954 | West Bromwich Albion | 3:0      | Tottenham Hotspur |

#### Wiederholungsspiele
| Datum         |                   | Ergebnis |                     |
| ------------- | ----------------- | -------- | ------------------- |
| 17. März 1954 | Bolton Wanderers  | 0:2      | Sheffield Wednesday |
| 17. März 1954 | Preston North End | 2:2      | Leicester City      |
| 22. März 1954 | Leicester City    | 1:3      | Preston North End   |

### Halbfinale
Die beiden Spiele wurden am 27. März 1954 ausgetragen.
|                      | Ergebnis |                     | Ort        |
| -------------------- | -------- | ------------------- | ---------- |
| Preston North End    | 2:0      | Sheffield Wednesday | Manchester |
| West Bromwich Albion | 2:1      | Port Vale           | Birmingham |

### Finale
| West Bromwich Albion                     | West Bromwich Albion | Preston North End | Preston North End |
| ---------------------------------------- | --- | --- | ----------------- |
| West Bromwich Albion                     | \| Finale \| \| Samstag, 1. Mai 1954 in London (Wembley) \| \| Ergebnis: 3:2 (1:1) \| \| Zuschauer: 100.000 \| \| Schiedsrichter: Arthur Luty \| \| Spielbericht \|               | \| Finale \| \| Samstag, 1. Mai 1954 in London (Wembley) \| \| Ergebnis: 3:2 (1:1) \| \| Zuschauer: 100.000 \| \| Schiedsrichter: Arthur Luty \| \| Spielbericht \|                           | Preston North End |
| West Bromwich Albion                     | Jim Sanders – Joe Kennedy, Len Millard – Jimmy Dudley, Jimmy Dugdale, Ray Barlow – Frank Griffin, Reg Ryan, Ronnie Allen, Johnny Nicholls, George Lee Cheftrainer: Vic Buckingham | George Thompson – Willie Cunningham, Joe Walton – Tommy Docherty, Joe Marston, Willie Forbes – Tom Finney, Bobby Foster, Charlie Wayman, Jimmy Baxter, Angus Morrison Cheftrainer: Scot Symon | Preston North End |
| West Bromwich Albion                     | 1:0 Ronnie Allen (21.) 2:2 Ronnie Allen (63.) 3:2 Frank Griffin (87.) | 1:1 Angus Morrison (22.) 1:2 Charlie Wayman (51.) | Preston North End |
| Finale                                   | | |                   |
| Samstag, 1. Mai 1954 in London (Wembley) | | |                   |
| Ergebnis: 3:2 (1:1)                      | | |                   |
| Zuschauer: 100.000                       | | |                   |
| Schiedsrichter: Arthur Luty              | | |                   |
| Spielbericht                             | | |                   |